# Nachtkerzengewächse
Die Nachtkerzengewächse (Onagraceae) sind eine Pflanzenfamilie innerhalb der Ordnung der Myrtenartigen (Myrtales). Oenothera-Arten sind wichtige Versuchspflanzen in der Genetik. Besonders Fuchsia-Arten und ihre Sorten sind Zierpflanzen.

## Beschreibung

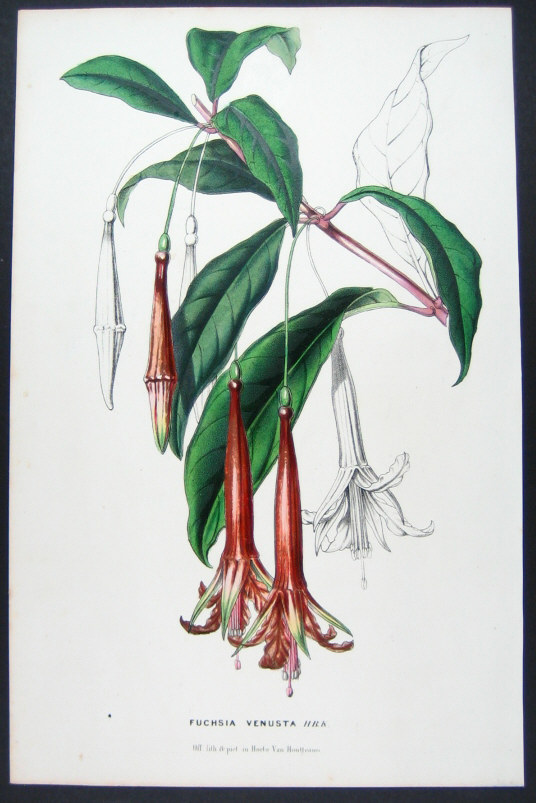
Tribus Circaeeae: Illustration von Fuchsia venusta

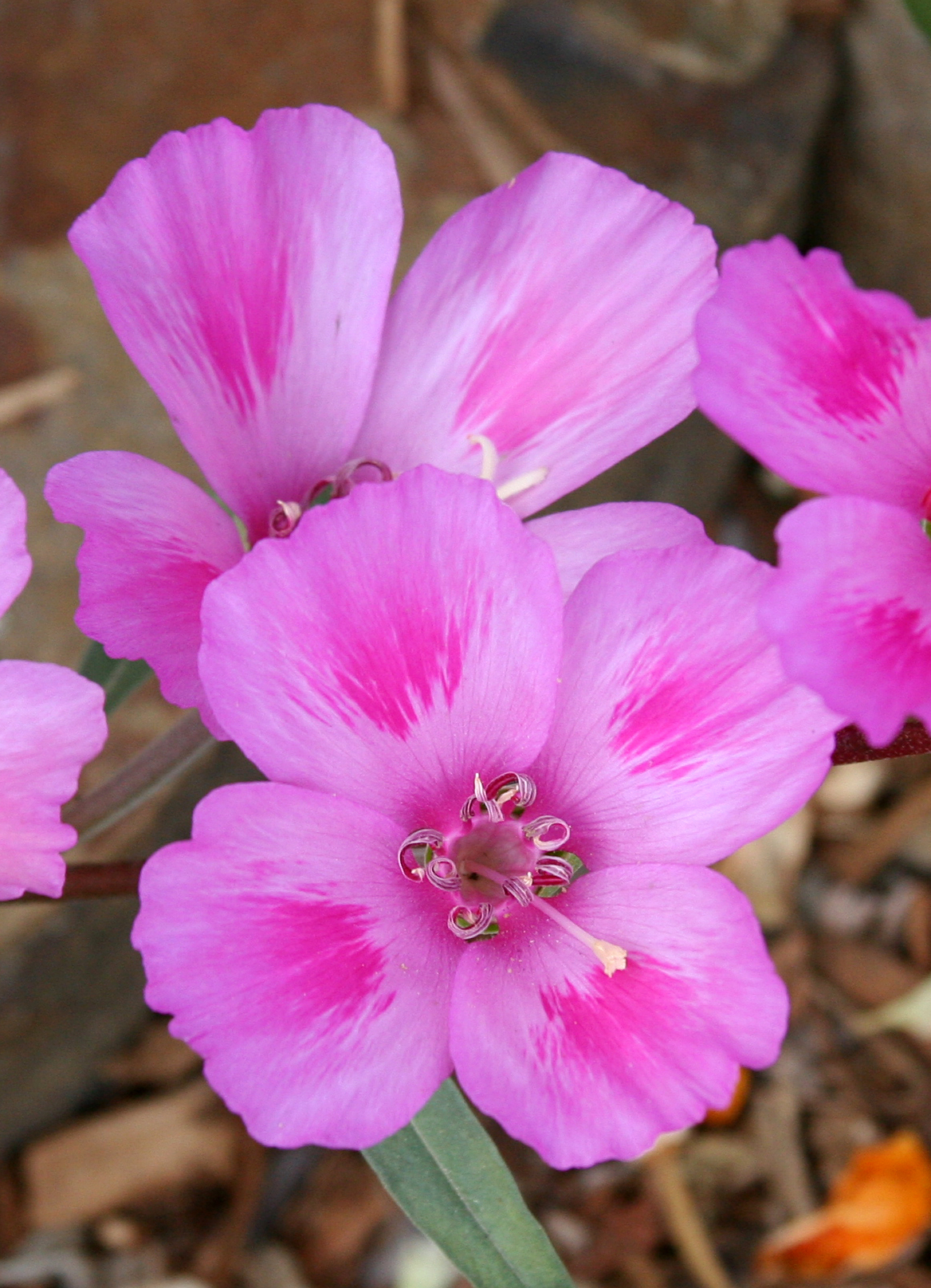
Tribus Onagreae: Vierzählige Blüten im Detail von Clarkia amoena subsp. whitneyi

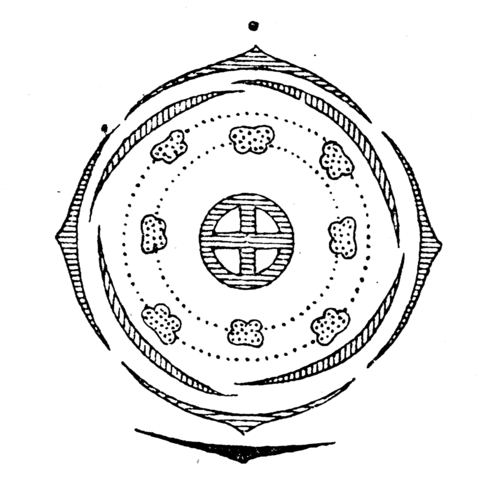
Blütendiagramm von Oenothera

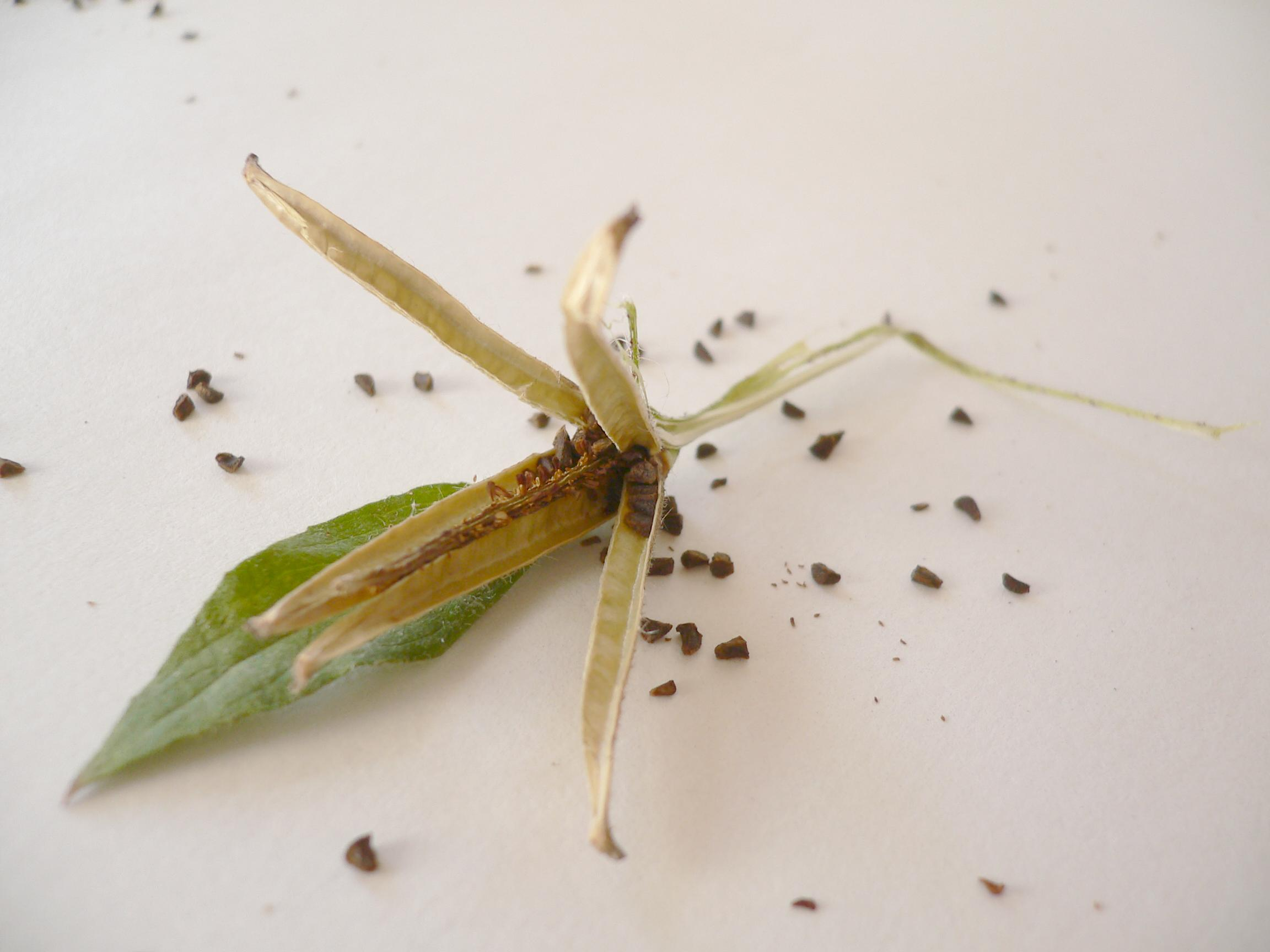
Offene Kapselfrucht und Samen der Gemeinen Nachtkerze (Oenothera biennis)

### Erscheinungsbild und Blätter
Es sind meistens ein-, zweijährige bis ausdauernde krautige Pflanzen oder Sträucher, selten Bäume mit Wuchshöhen von bis zu 30 Meter.
Die Laubblätter sind wechselständig und spiralig, gegen- oder quirlständig angeordnet. Die Blattspreiten sind meist einfach oder selten fiederspaltig. Der Blattrand ist glatt bis gezähnt. Nebenblätter fehlen oder sind vorhanden.

### Blütenstände und Blüten
Die Blüten stehen einzeln oder in traubigen, rispigen oder ährigen Blütenständen zusammen.
Die Blüten sind meist zwittrig; bei Fuchsia kommen auch eingeschlechtige Blüten vor, es sind dann zweihäusig getrenntgeschlechtige (diözische) Arten. Die Blüten sind meist radiärsymmetrisch, selten zygomorph, meist vierzählig (außer bei Ludwigia, zwei- bis siebenzählig) mit doppelter Blütenhülle (Perianth). Die vier Kelchblätter sind verwachsen und sind grün oder gefärbt. Die vier Kronblätter sind frei oder fehlen selten; sie sind manchmal genagelt. In der Knospenlage sind sie meist linksdeckend. Es sind zwei Kreise mit je vier Staubblättern vorhanden. Die meist vier Fruchtblätter sind zu einem unterständigen, synkarpen, vierkammerigen Fruchtknoten verwachsen. Je Fruchtknotenkammer sind ein bis zahlreiche anatrope, bitegmische Samenanlagen in zentralwinkelständiger Plazentation vorhanden. Der Griffel besitzt eine vierlappige, gekeulte oder kugelige Narbe. Als Besonderheit in der Familie kann der auffällige Blütenbecher (Hypanthium) gelten. Dies ist eine aus dem Kelch gebildete Röhre, die die Blütenorgane über den unterständigen Fruchtknoten hinaus verlängert; dadurch scheint die Blüte zwischen dem Fruchtknoten und den übrigen Teilen einen Stiel zu besitzen (fehlt bei Ludwigia). Der nektarausscheidende Diskus sitzt an der Basis des Hypanthiums. 

Die Blütenformel lautet:
{\displaystyle \star } oder {\displaystyle \downarrow K_{(4)}\;C_{4}\;A_{4+4}\;G_{\overline {(4)}}}

### Früchte und Samen
Es werden meist fachspaltige Kapselfrüchte gebildet. Außerdem kommen Nüsse (Gaura) oder Beeren (Fuchsia) vor. Die Früchte enthalten zwei bis hundert Samen. Die kleinen, glatten oder verschieden skulptierten Samen enthalten kein Endosperm und besitzen einen geraden ölhaltigen Embryo; sie besitzen selten einen Flügel oder ein Haarbüschel (Coma).

## Ökologie
Die Arten der Nordhalbkugel werden meist von Nachtfaltern bestäubt (Entomophilie); bei der Gattung Fuchsia erfolgt die Bestäubung aber meist durch Vögel: Kolibris (Ornithophilie). Auch Windbestäubung (Anemophilie) kommt vor.

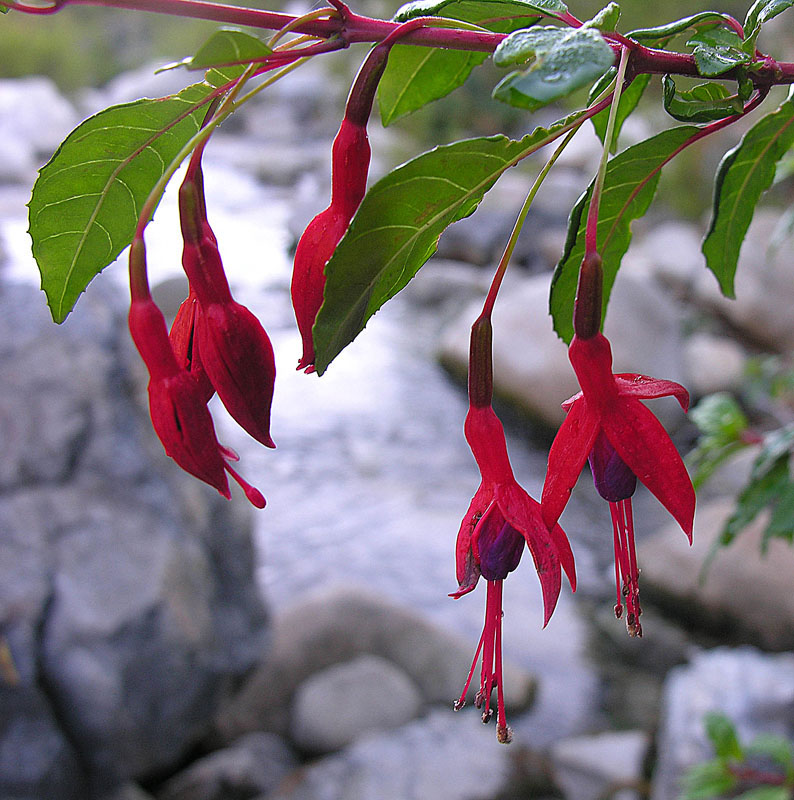
Tribus Circaeeae: Fuchsia magellanica

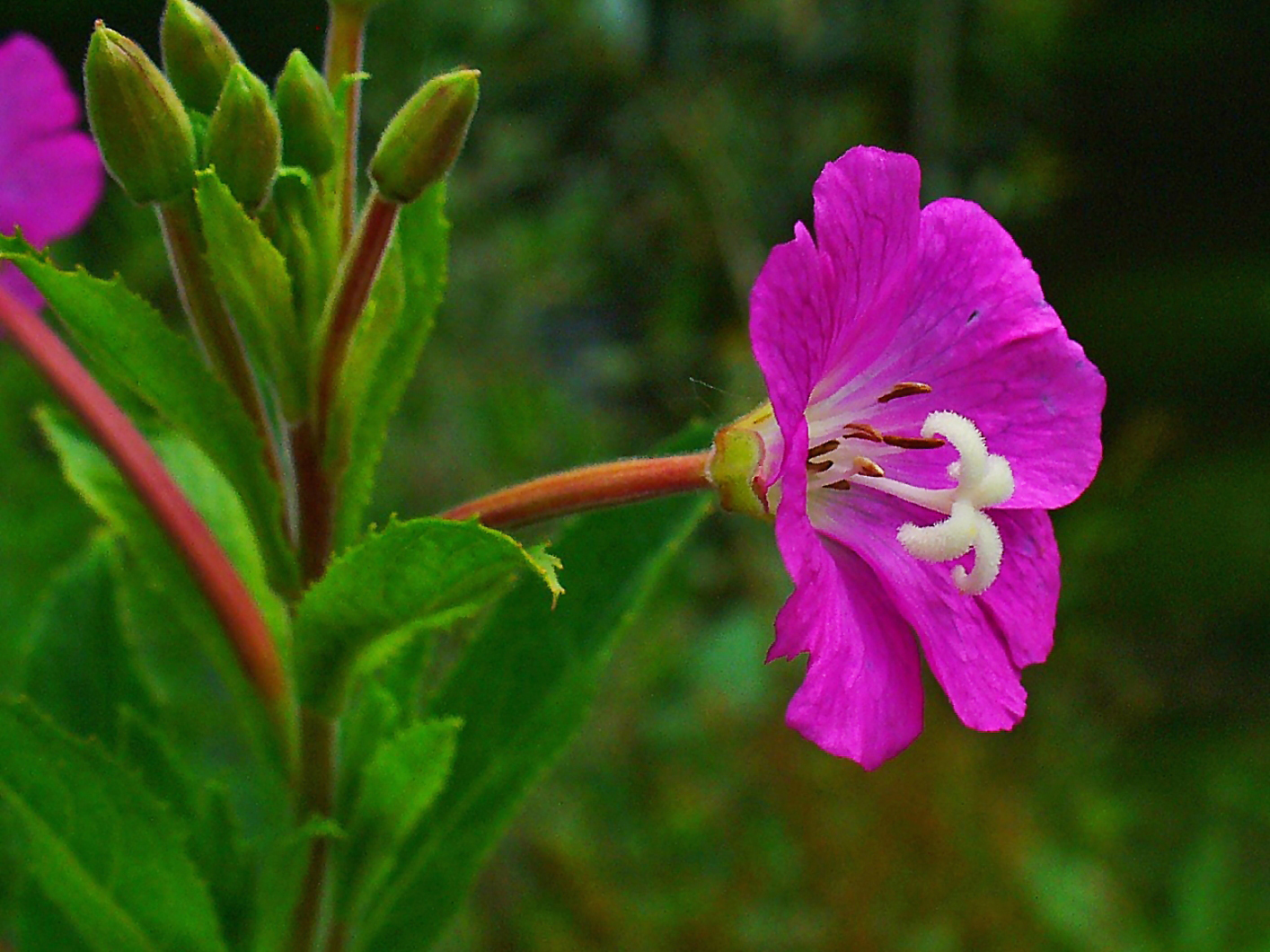
Tribus Epilobieae: Blüte des Behaarten Weidenröschen (Epilobium hirsutum)

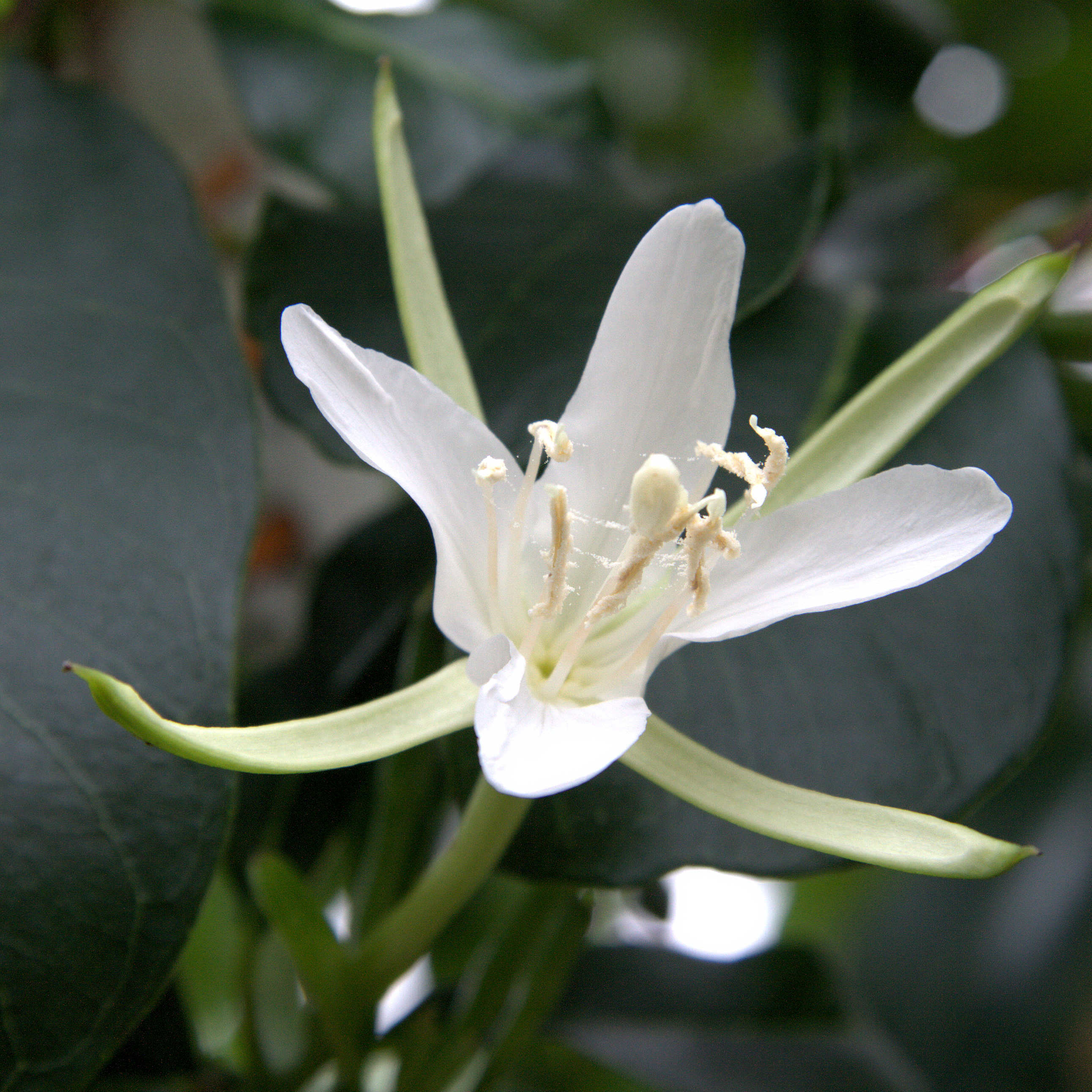
Tribus Hauyeae: Blüte von Hauya heydeana

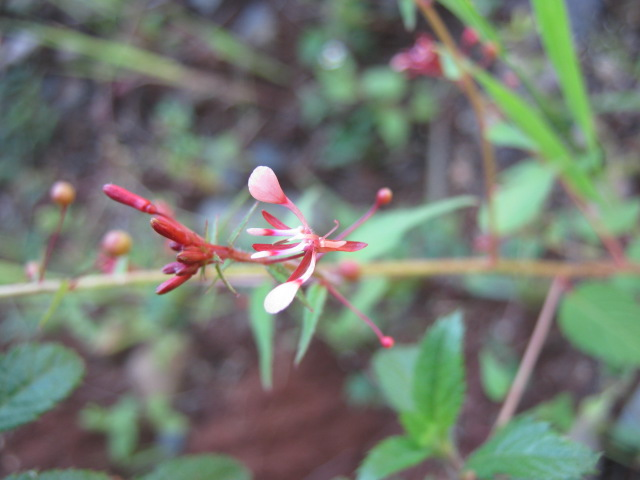
Tribus Lopezieae: Mexikanische Lopezie (Lopezia racemosa)

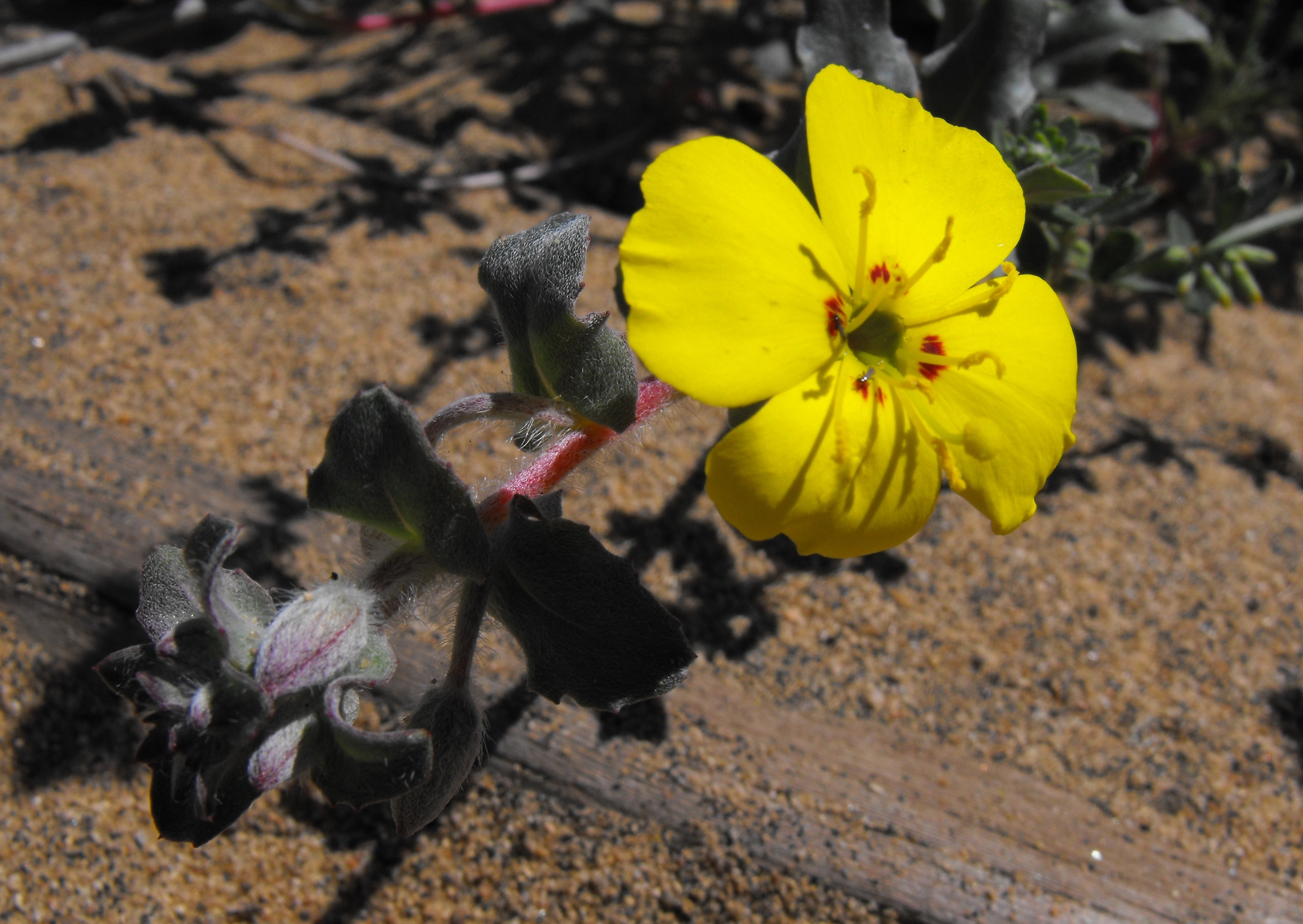
Tribus Onagreae: Camissoniopsis cheiranthifolia

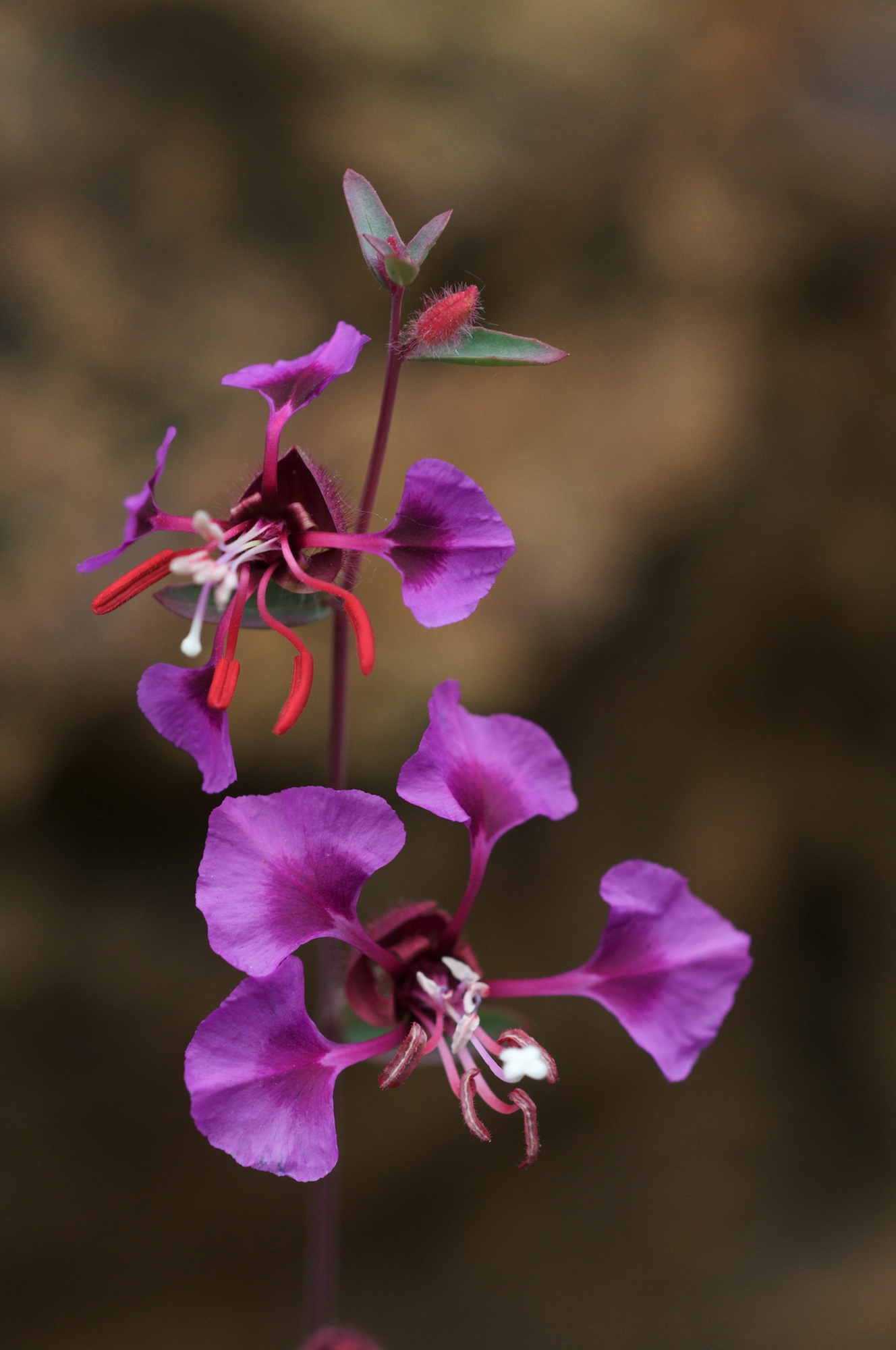
Tribus Onagreae: Zierliche Clarkie (Clarkia unguiculata)

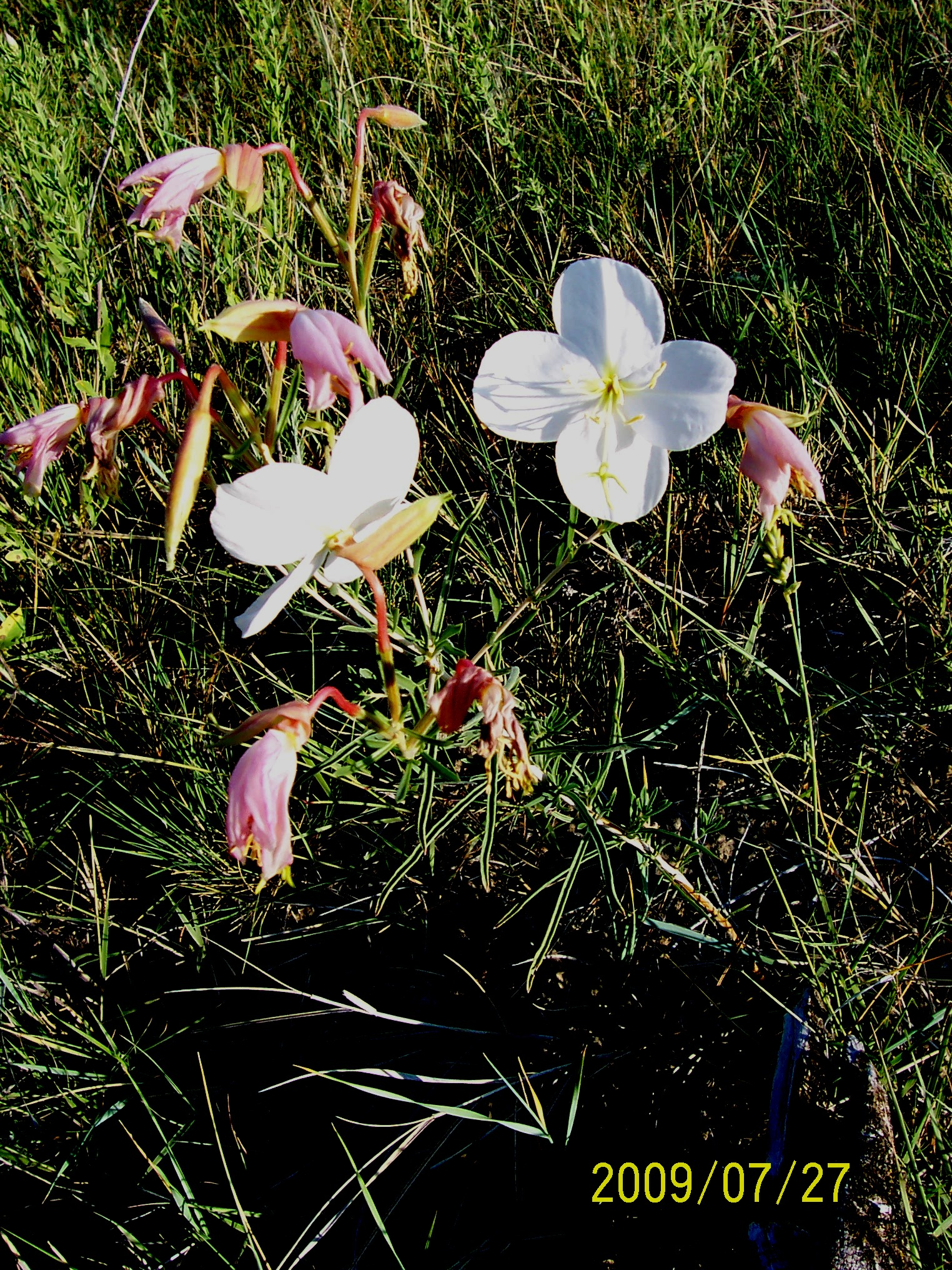
Tribus Onagreae: Oenothera nuttallii

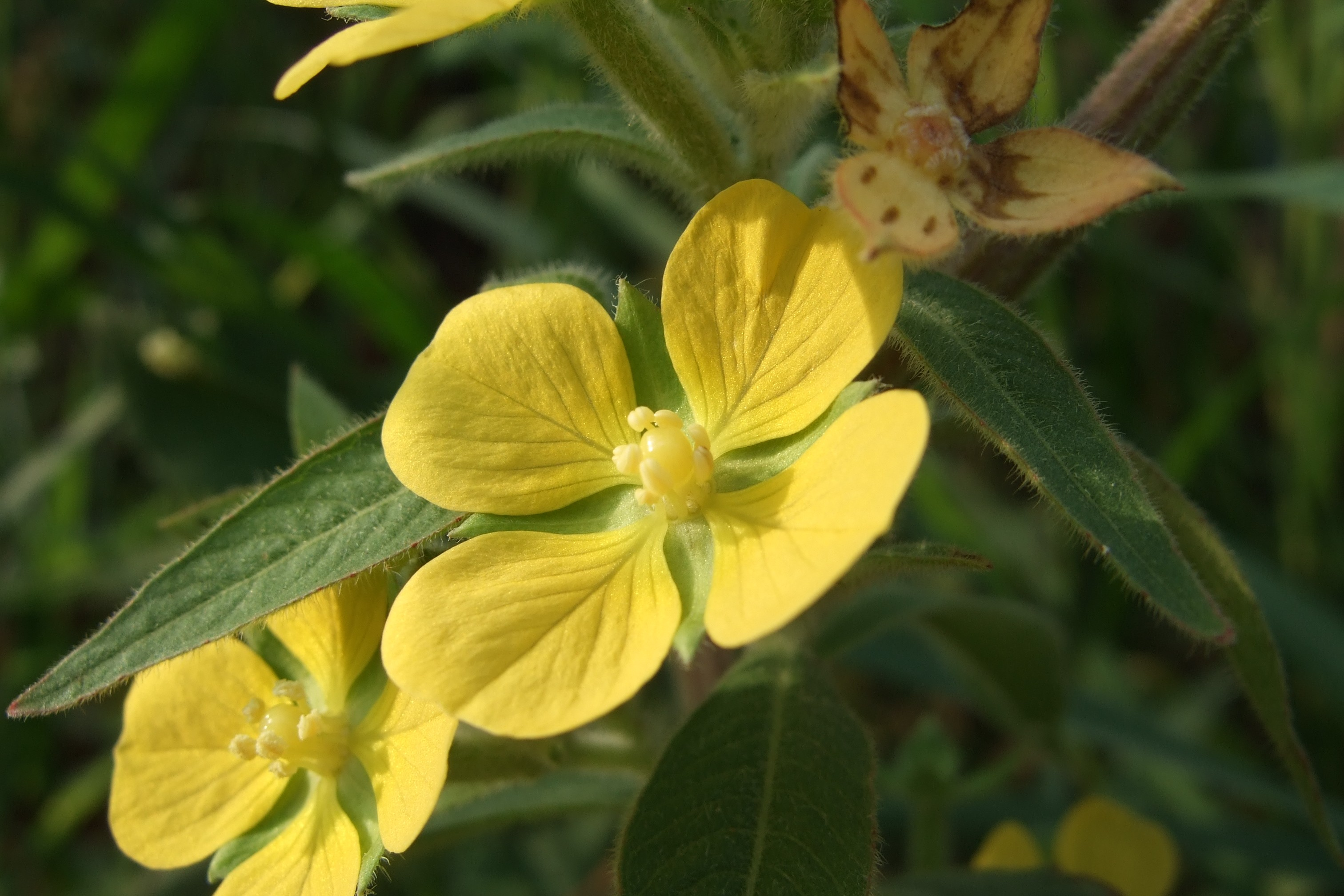
Unterfamilie Ludwigioideae: Blüten von Ludwigia octovalvis

## Systematik und Verbreitung
Diese Familie wurde 1789 durch Antoine Laurent de Jussieu unter dem Namen „Onagrae“ in Genera Plantarum, S. 317–318 erstveröffentlicht. Typusgattung ist Onagra Mill., ein Synonym von Oenothera L. Der botanische Name Onagra leitet sich von den griechischen Wörtern onos für Esel und agra für Jagd ab. Synonyme für Onagraceae Juss. sind: Circaeaceae Bercht. & J.Presl, Epilobiaceae Vent., Jussiaeaceae Martinov, Oenotheraceae C.C.Robin.
Die Arten der Familie Onagraceae haben ihre Areale in den Gemäßigten Breiten der Erde, zum Beispiel in weiten Teilen Europas, aber besonders viele Taxa in Nordamerika. Daneben kommen sie in den Subtropen bis Tropen vor. Eigentlich fehlen sie nur in den Wüstengebieten Australiens und Afrikas.
Zu den in Europa heimischen Gattungen der Nachtkerzengewächse zählen unter anderem Hexenkräuter (Circaea), Weidenröschen (Epilobium) und Nachtkerzen (Oenothera).
Die Familie der Nachtkerzengewächse (Onagraceae) wird gegliedert in zwei Unterfamilien und sechs Tribus mit insgesamt 17 bis 24 Gattungen und etwa 650 Arten:
- Unterfamilie Onagroideae W.L.Wagner & Hoch: Sie enthält sechs Tribus[3] und (15 bis) etwa 22 Gattungen:
  - Tribus Circaeeae: Sie enthält nur zwei Gattungen:[3]
    - Hexenkräuter (Circaea L.): Die etwa acht Arten sind in den gemäßigten bis borealen Gebieten der Nordhalbkugel in Höhenlagen zwischen 0 und 5000 Metern von 10° bis 70° N verbreitet.
    - Fuchsien (Fuchsia L.): Die etwa 100 Arten sind hauptsächlich in der Neotropis verbreitet.

  - Tribus Epilobieae: Sie enthält nur zwei Gattungen:[3]
    - Chamaenerion Ség. (Syn.: Chamerion (Raf.) Raf. ex Holub; manchmal auch zu Epilobium gestellt):[4] Die etwa acht Arten sind hauptsächlich in montanen bis arktischen Gebieten der Nordhalbkugel (Holarktis) verbreitet, beispielsweise:
      - Arktisches Weidenröschen (Chamaenerion latifolium (L.) Sweet)

    - Weidenröschen (Epilobium L., Syn.: Boisduvalia Spach, Cordylophorum Rydb., Cratericarpium Spach, Crossostigma Spach, Zauschneria C.Presl):[2] Die etwa 165 Arten sind hauptsächlich in den gemäßigten Zonen vor allem Nordamerikas und Mitteleuropas (Holarktis), insgesamt von der montanen, borealen bis arktischen Zone in Afrika, Asien, Australasien, Europa, sowie Nord- und Südamerika verbreitet.

  - Tribus Gongylocarpeae: Sie enthält nur eine Gattung:[3]
    - Gongylocarpus Schltdl. & Cham. (inklusive Burragea Donn.Sm. & Rose): Von den etwa zwei Arten ist eine Art Endemit auf zwei Inseln vor der westlichen Küste Niederkaliforniens und die andere Art ist in Mexiko beheimatet.

  - Tribus Hauyeae: Sie enthält nur eine Gattung:[3]
    - Hauya DC.: Die etwa zwei Arten sind in Mittelamerika verbreitet.

  - Tribus Lopezieae: Sie enthält zwei Gattungen:[3]
    - Lopezia Cav.: Die etwa 16 Arten sind hauptsächlich in Mexiko verbreitet, beispielsweise:
      - Mexikanische Lopezie (Lopezia racemosa Cav.)

    - Megacorax Elizondo et al.: Sie enthält nur eine Art:
      - Megacorax gracielanus M.González & W.L.Wagner: Sie wurde 2002 aus der Sierra de Coneto im zentralen mexikanischen Bundesstaat Durango erstbeschrieben.[5]

  - Tribus Onagreae: Die etwa 13 Gattungen[3] sind hauptsächlich in der Neuen Welt verbreitet:
    - Camissonia Link:[3] Die etwa 62 Arten sind fast alle im westlichen Nordamerika verbreitet, nur eine kommt in Südamerika vor.
    - Camissoniopsis W.L.Wagner & Hoch:[3] Die etwa 14 Arten sind im südwestlichen Nordamerika verbreitet.
    - Chylismia (Torr. & A.Gray) Raim.:[3] Die etwa 16 Arten sind in den Wüsten des westlichen Nordamerikas verbreitet.
    - Chylismiella (Munz) W.L.Wagner & Hoch:[3] Sie enthält nur eine Art:
      - Chylismiella pterosperma (S.Watson) W.L.Wagner & Hoch: Sie ist im westlichen Nordamerika beheimatet.

    - Clarkia Pursh:[3] Die etwa 41 Arten sind fast alle im westlichen Nordamerika verbreitet, nur eine kommt in Südamerika vor. Hier eine Auswahl von Arten:
      - Sommerazalee (Clarkia amoena (Lehm.) A.Nelson & J.F.Macbr.)
      - Feenfächer-Clarkie (Clarkia breweri (A.Gray) Greene)

    - Eremothera (P.H.Raven) W.L.Wagner & Hoch:[3] Die etwa sieben Arten sind in den Wüsten des westlichen Nordamerikas verbreitet.
    - Eulobus Nutt. ex Torr. & A.Gray:[3] Von den etwa vier Arten kommt eine Art in Kalifornien sowie Arizona und drei Arten in Niederkalifornien vor.
    - Gayophytum A.Juss.:[3] Die etwa neun Arten sind im westlichen Nordamerika und  westlichen Südamerika verbreitet.
    - Holmgrenia W.L.Wagner & Hoch:[3] Die etwa zwei Arten sind im westlichen Nordamerika verbreitet.
    - Nachtkerzen (Oenothera L. s. l., Syn.: Onagra Mill., Anogra Spach, Antogoeringia Kuntze, Baumannia Spach, Blennoderma Spach, Brunyera Bubani, Calylophus Spach, Dictyopetalum Fisch. & C.A.Mey., Galpinsia Britton, Gaura L., Gaurella Small, Gauridium Spach, Gauropsis C.Presl, Gauropsis (Torr. & Frém.) Cockerell, Hartmannia Spach, Kneiffia Spach, Lavauxia Spach, Megapterium Spach, Meriolix Raf. ex Endl., Onagra Mill., Onosuris Raf., Onosurus G.Don orth. var., Pachylophus Spach, Peniophyllum Pennell, Pleurandra Raf., Pleurostemon Raf., Raimannia Rose, Salpingia (Torr. & A.Gray) Raim., Schizocarya Spach, Stenosiphon Spach, Usoricum Lunell, Xylopleurum Spach): Sie wird 2007 in 18 Sektionen gegliedert und Arten bisheriger eigenständiger Gattungen hier eingegliedert.[3] Die 121 bis 160 Arten stammen ursprünglich aus der Neuen Welt. Sie gedeihen in gemäßigten bis subtropischen Gebieten, viele Arten sind Pionierpflanzen auf gestörten Flächen. Einige Arten sind mittlerweile weltweit Neophyten.
    - Stenosiphon Spach: Sie enthält nur eine Art:
      - Stenosiphon linifolius (Nutt. ex E.James) Heynh.: Sie ist in den zentralen USA beheimatet.

    - Taraxia (Nutt. ex Torr. & A.Gray) Raim.:[3] Die etwa vier Arten sind im westlichen bis zentralen Nordamerika verbreitet.
    - Tetrapteron (Munz) W.L.Wagner & Hoch:[3] Die etwa zwei Arten sind im westlichen Nordamerika verbreitet.
    - Xylonagra Donn.Sm. & Rose:[3] Sie enthält nur eine Art:
      - Xylonagra arborea (Kellogg) Donn. Sm. & Rose: Sie kommt nur in Niederkalifornien vor.

- Unterfamilie Ludwigioideae W.L.Wagner & Hoch:[3]
  - Sie enthält nur eine Gattung:[3]
    - Heusenkräuter (Ludwigia L., Syn.: Jussiaea L., Isnardia L., Oocarpon Micheli): Die etwa 82 Arten sind fast weltweit, auf allen Kontinenten außer Antarktika verbreitet.